# 許宇甄
許宇甄（1968年10月20日—），中華民國政治人物，中國國民黨籍，現任立法委員、中國國民黨立法院黨團副書記長，國民黨中央黨部組織發展委員會主任委員。
曾代表國民黨參選第七屆、第八屆全國不分區及僑居國外國民立法委員，並曾任國民黨雲林縣黨部主任委員、雲林縣工商發展投資策進會總幹事、中華民國婦女聯合會雲林縣分會主任委員、雲林縣婦工會總會長等職務。

## 從政
許宇甄於2008年立法委員選舉獲中國國民黨提名參選第七屆全國不分區及僑居國外國民立法委員，排名24名；2012年立法委員選舉再次獲得國民黨提名參選第八屆全國不分區及僑居國外國民立法委員，排名20名，仍未當選。
過去曾擔任國民黨雲林縣黨部義務副主任委員十年，2015年3月升任主任委員，是地方政壇、同時也是國民黨雲林縣黨部第一位女性主委。
2018年7月，於雲林縣九合一選舉前四個多月臨危受命再次接任國民黨雲林縣黨部主任委員，為國民黨重新贏回曾失去十三年的地方執政權，輔選張麗善以近五萬票差距擊敗尋求連任的時任雲林縣縣長李進勇，並於選後出任雲林縣工商發展投資策進會總幹事，同時間也擔任全國各直轄市及縣市工商發展投資策進會總幹事聯誼會會長。
2020年國民黨總統大選敗選後堅辭縣黨部主委，在新任中國國民黨主席江啟臣強力慰留之下，繼續擔任黨部主委。
2021年10月，獲主席朱立倫拔擢升任為國民黨建黨127年以來第一位女性組發會主任委員。2022年九合一選舉以及12月18日嘉義市市長重行選舉，協助國民黨共贏得十四個執政縣市，其中六都直轄市贏得四都，臺北市、桃園市、基隆市由國民黨重新執政。
2023年末，入列國民黨2024年立法委員不分區選舉第九名，並成功當選。

## 政策與立場
- 2024年3月，許宇甄等十七位立委連署提案，將大陸配偶取得身分證的年限從八年改為六年，2月29日已正式送案。許宇甄表示，外籍配偶適用「入出國及移民法」取得身分證年限規定僅需四年，基於憲法平等原則，應該進一步保障兩岸婚姻大陸配偶來台生活權益[12]。12日，民主進步黨立委黃捷提出「台灣地區與大陸地區人民關係條例修正草案」，增訂中國籍配偶入籍需放棄中華人民共和國公民資格，並宣誓效忠中華民國台灣；許宇甄表示反對，称2020年6月行政院提出兩公約國家報告表示支持大陸籍配偶入籍跟外籍配偶一致。[13]

## 選舉紀錄
| 年度 | 選舉屆數             | 選舉區                                 | 所屬政黨   | 得票數    | 得票率 | 當選標記 | 備註 |
| ---- | -------------------- | -------------------------------------- | ---------- | --------- | ------ | -------- | ---- |
| 2008 | 第七屆立法委員選舉   | 全國不分區及僑居國外國民立法委員選舉區 | 中國國民黨 | 5,010,801 | 51.23% |          |      |
| 2012 | 第八屆立法委員選舉   | 全國不分區及僑居國外國民立法委員選舉區 | 中國國民黨 | 5,863,279 | 44.55% |          |      |
| 2024 | 第十一屆立法委員選舉 | 全國不分區及僑居國外國民立法委員選舉區 | 中國國民黨 | 4,764,576 | 34.58% |          |      |